# Barbara Ruick
Barbara Joan Ruick (* 23. Dezember 1932 in Pasadena, Kalifornien; † 3. März 1974 in Reno, Nevada) war eine amerikanische Schauspielerin und Sängerin.

## Leben
Sie war die Tochter der Schauspielerin Lurene Tuttle und des Schauspielers Melville Ruick. Von 1956 bis zu ihrem Tod war sie mit Filmkomponist John Williams verheiratet. Aus dieser Ehe gingen drei Kinder hervor: Jennifer (* 1956), Mark (* 1958) und Joseph (* 1960).
Ruick fing im Radio an und unterschrieb dann einen Vertrag bei MGM. Ihre bekanntesten Rollen spielte sie in den Musikfilmen Karussell (als Carrie Pipperidge) und Cinderella (als Esmerelda). Sie sang die Titelrolle auf der ersten Schallplattenaufnahme von George Gershwins Oh, Kay!.
Sie starb während der Dreharbeiten zu California Split an einer Hirnblutung. Der Film wurde daraufhin ihr gewidmet.

## Filmografie (Auswahl)
- 1952: Geborgtes Glück (Invitation)
- 1952: Scaramouche, der galante Marquis (Scaramouche)
- 1952: Die letzte Entscheidung (Above and Beyond)
- 1953: Confidentially Connie
- 1953: Fotograf aus Liebe (I Love Melvin)
- 1953: Vorhang auf! (The Band Wagon)
- 1953: The Affairs of Dobie Gillis
- 1956: Karussell (Carousel)
- 1957: Wenn man Millionär wär’ (The Millionaire, Fernsehserie, Folge 3x30)
- 1965: Cinderella (Fernsehfilm)
- 1974: California Split